# Gynopygocarta
Gynopygocarta is een geslacht van halfvleugeligen uit de familie schuimcicaden (Cercopidae). De wetenschappelijke naam van dit geslacht is voor het eerst geldig gepubliceerd in 1930 door Lallemand.

## Soorten
Het geslacht Gynopygocarta  is monotypisch en omvat slechts de volgende soort:
- Gynopygocarta butleri (Distant, 1900)